# دبورا کلمن
دبورا کلمن (انگلیسی: Deborah Coleman؛ زادهٔ ۳ اکتبر ۱۹۵۶) نوازنده گیتار، خواننده و ترانه‌نویس سبک بلوز آمریکایی است. کلمن در سال ۲۰۰۱ برنده جایزه ارویل گیبسون برای بهترین نوازنده زن گیتار بلوز شد.

## آلبوم‌شناسی
| سال  | عنوان                | سبک      | ناشر       |
| ---- | -------------------- | -------- | ---------- |
| ۱۹۹۵ | موضع گیری            | بلوز/راک | نیو مون    |
| ۱۹۹۷ | نمی‌توانم از دست بدهم | بلوز/راک | بلایند پیگ |
| ۱۹۹۸ | جایی‌که غم آغاز می‌شود | بلوز/راک | بلایند پیگ |
| ۲۰۰۰ | مکانی نرم برای سقوط  | بلوز/راک | بلایند پیگ |
| ۲۰۰۱ | زیستن در عشق         | بلوز/راک | نیومون     |
| ۲۰۰۲ | Soul Be It           | بلوز/راک | بلایند پیگ |
| ۲۰۰۴ | دربارهٔ عشق چی؟       | بلوز     | تلارک      |
| ۲۰۰۷ | بازی را متوقف کن     | بلوز/راک | جی‌اس‌پی     |